# ナショ文字

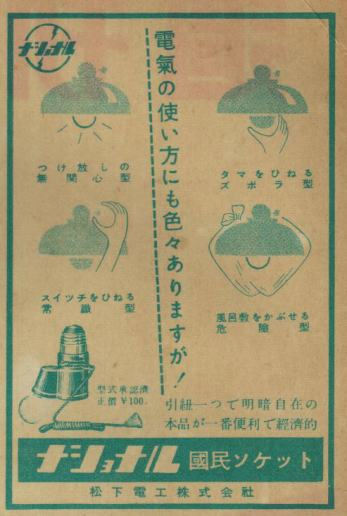
ナショ文字が使われた松下電工・国民ソケットの広告

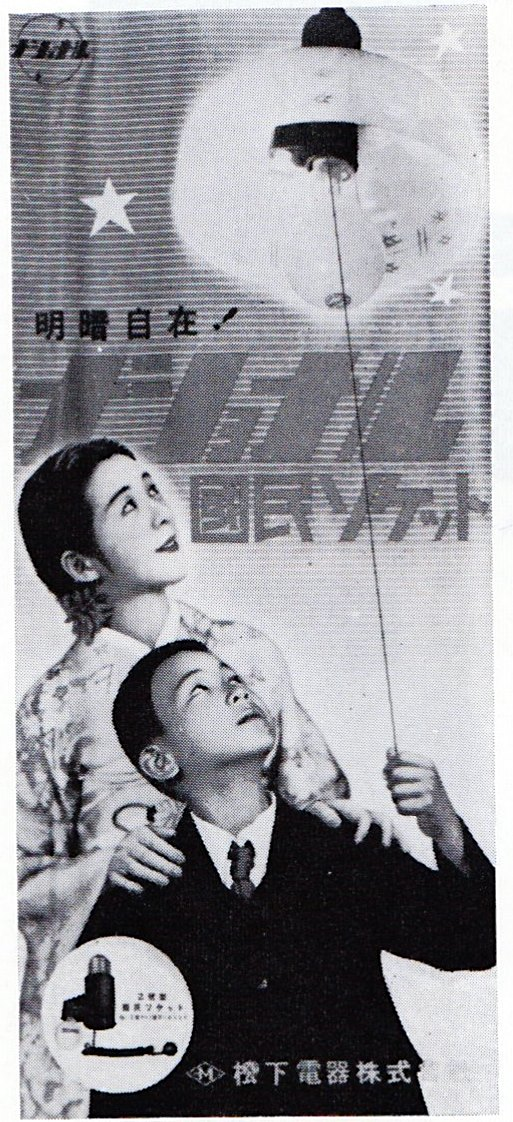
ナショ文字が使われた国民ソケットのポスター

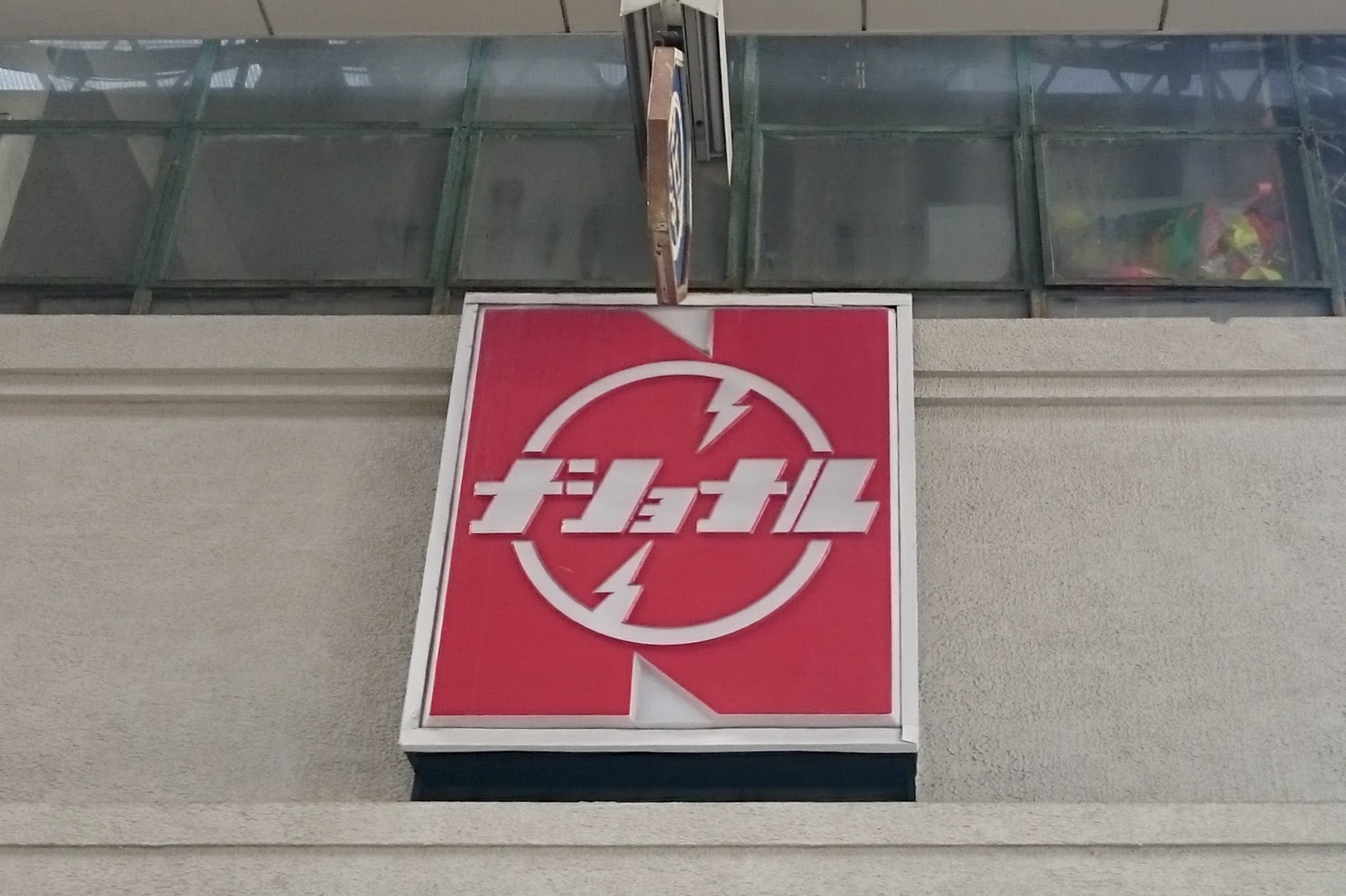
Nマーク・ナショ文字を使用した店舗看板（大分県別府市）

ナショ文字（なしょもじ）は、松下電器（現在：パナソニック）のブランド「ナショナル」のロゴマークとして1937年に制定され、同社のロゴおよび展開する商品名やサービスのロゴとして広く使われていた書体である。
1959年には、ナショ文字のロゴと「National」の頭文字のNを組み合わせたNマークが制定され、ナショ文字とともに長年にわたり同社のロゴマークとして親しまれた。
「ナショ文字」「Nマーク」の名称は、パナソニックの公式ウェブサイトにも掲載されている。

## 概要
｢松下電器｣や「松下電工」（現在：パナソニック電工）の社名表記にも一時期はナショ文字が採用されていた。「ナショナル体」と呼ばれることもある。
使用期間（1937年 - 1987年ごろ）に製造された商品には「ナショナル」の文字かロゴが刷り込まれていた（主に商品名に用いられた。一部、ロゴは表に出ているものもある。）。ナショ文字が表立って使用終了となった後の製品（主にマンガン乾電池）でも1991年ごろまで使用されている例もあった。屋内配線器具や極一部のテーブルタップには、「ナショナル」ブランドが消滅する2008年ごろまでナショ文字が使用されていた。
当時の製品には、National（あるいは1973年以前の製品ではNATIONAL）と書かれた文字の横に、当時のナショナルのロゴ“Nマーク”が併記されていた他、Nマークのみが記載された製品も少なからず存在する。ナショナルブランド廃止まで家電量販店で使われていた例も存在する。
現在でも、街などの古いナショナルショップ（現在：パナソニックショップ）にもナショ文字が使用されているシャッターや看板がある（店舗によってはパナソニックのロゴまでナショ文字になっている）。時代や場合により、見た目が少し縦長だったり、線が多かったり少なかったりと体裁が多少異なる。
中国市場では、2018年現在も社名表記などに継続して用いられている。
松下電器が源流である三洋電機は当初（三洋電機製作所時代）は三洋電機で生産したものを松下電器の販路で販売したためナショナルのロゴをそのまま使用していた。後の三洋電機株式会社設立時に制定したサンヨーのロゴはNマークの中身に類似しており、文字もナショ文字を意識したフォントだが同一ではない。

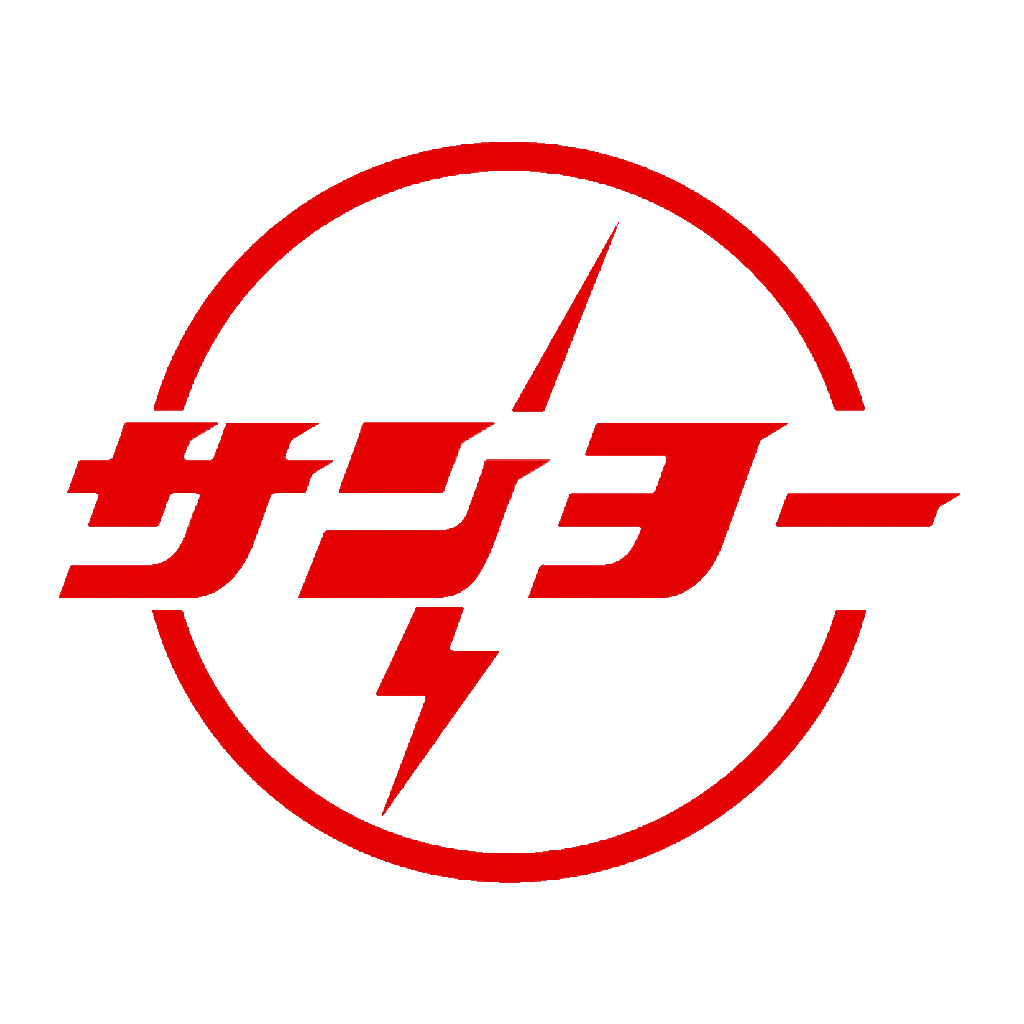
｢サンヨー｣ロゴ （参考）

## 使用されたテレビ番組
テレビCMにおけるナショ文字の使用は、1956年から1986年9月までである。
- ナショナル ゴールデン・アワー→ナショナル劇場（のちのパナソニック ドラマシアター→月曜ミステリーシアター、ラジオ東京テレビ→TBS）
1986年9月まで使用された。
- ナショナルゴールデン劇場（日本教育テレビ→テレビ朝日）
- ナショナル木曜劇場（フジテレビ）
- ナショナルキッド（日本教育テレビ、現在：テレビ朝日）
- ズバリ!当てましょう（フジテレビ）：サブタイトル「ナショナル プライスクイズ」の文字に使用された。